# Alain Cazabonne
Alain Cazabonne, né le 25 août 1944 à Bordeaux (Gironde), est un homme politique français. Il est sénateur de la Gironde depuis 2017.

## Biographie
Après des études supérieures en électronique au lycée Gustave-Eiffel et une fois son service militaire achevé, il rejoint en 1967 l’imprimerie familiale fondée par son père. Trois ans plus tard, son frère jumeau Didier et lui créent leur propre entreprise d'imprimerie.
En 1968, il fait son entrée en politique et milite au Centre démocrate. Ses guides sont les pères de l’Europe, de Robert Schuman à Jean Monnet.
Il adhère ensuite au CDS.
Il se marie à Talence, où il est élu pour la première fois en 1983 puis élu maire en 1993 à la suite du décès de Gérard Castagnéra.
En 2016, il soutient l'installation d'une cinquantaine de demandeurs d'asile, en provenance de Calais, sur le domaine du Château des arts de Talence. Ce projet suscite des tensions, notamment lors de la réunion d'information qui se retrouve perturbée par des interventions d'extrême droite. Quelques mois plus tard, les immigrés du centre d'accueil critiquent le manque d'accès à Internet, l'absence d'activités proposées et la piètre qualité de la nourriture fournie, au point d'organiser une manifestation dans le centre-ville de Talence début 2017,. Alain Cazabonne les convainc finalement de retourner au centre d'accueil.
Le 1er octobre 2017, il devient sénateur de la Gironde sous les couleurs du MoDem à la suite de la démission de Marie-Hélène des Esgaulx, l'une des 41 sénateurs et sénatrices à avoir choisi de privilégier ses mandats locaux en vertu de la loi sur le cumul des mandats,. Il choisit d'abandonner sa mairie pour rester au Sénat. Au Sénat, il est membre de la commission des Affaires étrangères, de la Défense et des Forces armées.
En 2022, à la suite de la proposition de François Bayrou de créer une banque de parrainages pour les candidats à l'élection présidentielle en difficulté, il accorde son parrainage à Marine Le Pen.
Lors des tensions entourant la réforme des retraites de 2023, il vote en faveur du projet de loi et se retrouve ciblé personnellement par l'extrême droite. Durant la nuit du 23 au 24 mars, un groupuscule dénommé Action directe nationaliste (aussi connu sous le nom d'Action directe identitaire) s'introduit dans l'enceinte de sa résidence pour y taguer des slogans, entasser des poubelles devant l'entrée et lancer des bouteilles sur sa maison. L'hôtel de ville de Talence est lui aussi vandalisé le même jour par les mêmes personnes, avec notamment des références aux Gilets Jaunes,.
Le 19 décembre 2023, le sénateur MoDem vote en faveur de la loi controversée sur l'immigration, qui introduit le principe de préférence nationale, avec le soutien de la droite et l'extrême-droite.

## Condamnation judiciaire
En 2018, Alain Cazabonne et son frère jumeau, Didier, adjoint au maire de Bordeaux Alain Juppé, sont condamnés par le tribunal correctionnel, pour respectivement, prise illégale d'intérêts et abus de biens sociaux. Le sénateur, maire de Talence au moment des faits en 2015, avait passé deux marchés publics avec une société de bureautique qu'il avait fondée et qui était gérée par son frère. Condamné à 5 000 euros d’amende, Alain Cazabonne est cependant relaxé des faits de favoritisme.

## Anciens mandats

### Talence
- 1983-1993 : premier adjoint au maire de Talence
- 1993 : maire de Talence, élu par le conseil municipal, après le décès de Gérard Castagnéra
- 1993-2017 : maire de Talence

### Conseil régional d'Aquitaine
- 1986-1993[16] : conseiller régional d’Aquitaine
- 1985-1993 : président du comité régional du tourisme (CRT) d’Aquitaine

### Conseil général de la Gironde
- 1985-1998 : conseiller général de la Gironde

### Communauté urbaine de Bordeaux
- 1993-1995 : vice-président de la communauté urbaine de Bordeaux, chargé de l’assainissement et de l’eau
- 1995-2008 : vice-président de la communauté urbaine de Bordeaux, chargé du tramway
- 2008-2017 : vice-président de la communauté urbaine de Bordeaux, chargé de la communication